# Ernst Furtmayr
Ernst Furtmayr (* 20. September 1938) ist ein ehemaliger deutscher Automobilrennfahrer.

## Karriere
Furtmayr gewann die nationale Bergmeisterschaft in zwei Ländern, Deutschland 1961 und Österreich 1963.
1966 gewann Furtmayr auf Fiat Abarth 1300 OT das 500-km-Rennen auf dem Nürburgring in 3:39:17,3 Stunden; das entspricht einer Geschwindigkeit von 137,3 km/h. Bei den 1000 km von Monza des gleichen Jahres belegte er zusammen mit Anton Fischhaber und Giancarlo Baghetti Platz 14 im Gesamtklassement und Platz 1 der Prototypen bis 1,3 Liter Hubraum, ebenso Platz 14 der Gesamtwertung sowie Platz 1 der Sportwagen bis 1,3 Liter Hubraum beim 1000-km-Rennen auf dem Nürburgring; Copiloten waren Johannes Ortner, Kurt Ahrens und Wolf-Dieter Mantzel.
1968 und 1969 konnte er auf einem Schnitzer-BMW 2002Ti die Europa-Bergmeisterschaft für Tourenwagen gewinnen und diesen Erfolg 1970 in einem von Schnitzer vorbereiteten BMW 2800 CS wiederholen.
1972 legte er eine Pause ein, begann aber wieder 1993 Rundstreckenrennen zu fahren, vornehmlich im Rahmen der VLN. Nach einem Gesamtsieg der Gruppe N auf einem BMW M3 E36 war der Höhepunkt der 4. Gesamtrang beim 24-Stunden-Rennen auf dem Nürburgring 1996. Er beendete seine Karriere mit dem 24h-Rennen 1999 ein zweites Mal.
Ernst Furtmayr lebt im Raum München und ist Inhaber der Furtmayr Schweißtechnik Handels-GmbH.

## Fahrzeuge
Ernst Furtmayr bewegte eine Vielzahl von Fahrzeugen bis hin zum Gruppe-7-Sportprototyp. Bei Tourenwagen war er mit folgenden Fabrikaten erfolgreich:
- Abarth
- Alfa Romeo Giulietta Sprint Veloce
- BMW, verschiedene Werkswagen und auch von Tunern eingesetzte Modelle

## Statistik

### Ergebnisse der deutschen Bergmeisterschaft 1961, GT bis 1300 cm³
| Strecke      | Fahrzeug   | Platzierung | Zeit       | Durchschnitt |
| ------------ | ---------- | ----------- | ---------- | ------------ |
| Rossfeld     | Alfa Romeo | Rang 1      | 8:11,8 min | 87,8 km/h    |
| Schauinsland | Alfa Romeo | Rang 2      | 7:58,0 min | 84,3 km/h    |
| Schorndorf   | Alfa Romeo | Rang 1      | 4:08,8 min | 86,9 km/h    |

### Einzelergebnisse in der Sportwagen-Weltmeisterschaft
| Saison | Team                                                                         | Rennwagen                                                  | 1   | 2   | 3   | 4   | 5   | 6   | 7   | 8   | 9   | 10  | 11  | 12  | 13  | 14  | 15  | 16  | 17  | 18  | 19  | 20  | 21  | 22  |
| ------ | ---------------------------------------------------------------------------- | ---------------------------------------------------------- | --- | --- | --- | --- | --- | --- | --- | --- | --- | --- | --- | --- | --- | --- | --- | --- | --- | --- | --- | --- | --- | --- |
| 1962   | Karl Foitek Ernst Furtmayr                                                   | Alfa Romeo Giulietta                                       | DAY | SEB | SEB | MAI | TAR | BER | NÜR | LEM | TAV | CCA | RTT | NÜR | BRI | BRI | PAR |     |     |     |     |     |     |     |
| 1962   | Karl Foitek Ernst Furtmayr                                                   | Alfa Romeo Giulietta                                       |     |     |     |     |     |     | DNF |     |     |     |     |     |     |     | 15  |     |     |     |     |     |     |     |
| 1963   | Ernst Furtmayr                                                               | Alfa Romeo Giulia                                          | DAY | SEB | SEB | TAR | SPA | MAI | NÜR | CON | ROS | LEM | MON | WIS | TAV | FRE | CCE | RTT | OVI | NÜR | MON | MON | TDF | BRI |
| 1963   | Ernst Furtmayr                                                               | Alfa Romeo Giulia                                          |     |     |     |     |     | 30  |     |     |     |     |     |     |     |     |     |     |     |     |     |     |     |     |
| 1964   | Scuderia Sant Ambroeus Ernst Furtmayr Scuderia Lufthansa Hans-Dieter Dechent | Alfa Romeo TZ Alfa Romeo Giulia Abarth-Simca 1300 Bialbero | DAY | SEB | TAR | MON | SPA | CON | NÜR | ROS | LEM | REI | FRE | CCE | RTT | SIM | NÜR | MON | TDF | BRI | BRI | PAR |     |     |
| 1964   | Scuderia Sant Ambroeus Ernst Furtmayr Scuderia Lufthansa Hans-Dieter Dechent | Alfa Romeo TZ Alfa Romeo Giulia Abarth-Simca 1300 Bialbero |     |     |     |     |     |     | 13  | 30  |     |     |     |     |     |     | 2   |     |     |     |     | 23  |     |     |
| 1965   | Autodelta Abarth                                                             | Alfa Romeo GTA Fiat-Abarth 850                             | DAY | SEB | BOL | MON | MON | RTT | TAR | SPA | NÜR | MUG | ROS | LEM | REI | BOZ | FRE | CCE | OVI | NÜR | BRI | BRI |     |     |
| 1965   | Autodelta Abarth                                                             | Alfa Romeo GTA Fiat-Abarth 850                             |     |     |     |     |     |     |     |     | 19  |     |     |     |     |     |     |     |     | 8   |     |     |     |     |
| 1966   | Abarth                                                                       | Abarth 1300 OT                                             | DAY | SEB | MON | TAR | SPA | NÜR | LEM | MUG | CCE | HOK | SIM | NÜR | ZEL |     |     |     |     |     |     |     |     |     |
| 1966   | Abarth                                                                       | Abarth 1300 OT                                             |     |     | 14  |     |     | 14  |     | DNF |     |     |     | 1   | DNF |     |     |     |     |     |     |     |     |     |
| 1967   | Abarth                                                                       | Abarth 1300 GT Abarth 1300 OT                              | DAY | SEB | MON | SPA | TAR | NÜR | LEM | HOK | MUG | BRH | CCE | ZEL | OVI | NÜR |     |     |     |     |     |     |     |     |
| 1967   | Abarth                                                                       | Abarth 1300 GT Abarth 1300 OT                              |     |     |     |     |     |     |     | 2   | 11  |     |     | DNF |     | 2   |     |     |     |     |     |     |     |     |
| 1968   | Auto-Neuser                                                                  | Abarth 1300 OT                                             | DAY | SEB | BRH | MON | TAR | NÜR | SPA | WAT | ZEL | LEM |     |     |     |     |     |     |     |     |     |     |     |     |
| 1968   | Auto-Neuser                                                                  | Abarth 1300 OT                                             |     |     | 34  |     |     |     |     |     |     |     |     |     |     |     |     |     |     |     |     |     |     |     |
| 1972   | Alpina                                                                       | BMW 2002                                                   | BUA | DAY | SEB | BRH | MON | SPA | TAR | NÜR | LEM | ZEL | WAT |     |     |     |     |     |     |     |     |     |     |     |
| 1972   | Alpina                                                                       | BMW 2002                                                   |     |     |     |     | DNF |     |     |     |     |     |     |     |     |     |     |     |     |     |     |     |     |     |